# Hippocampus (maan)

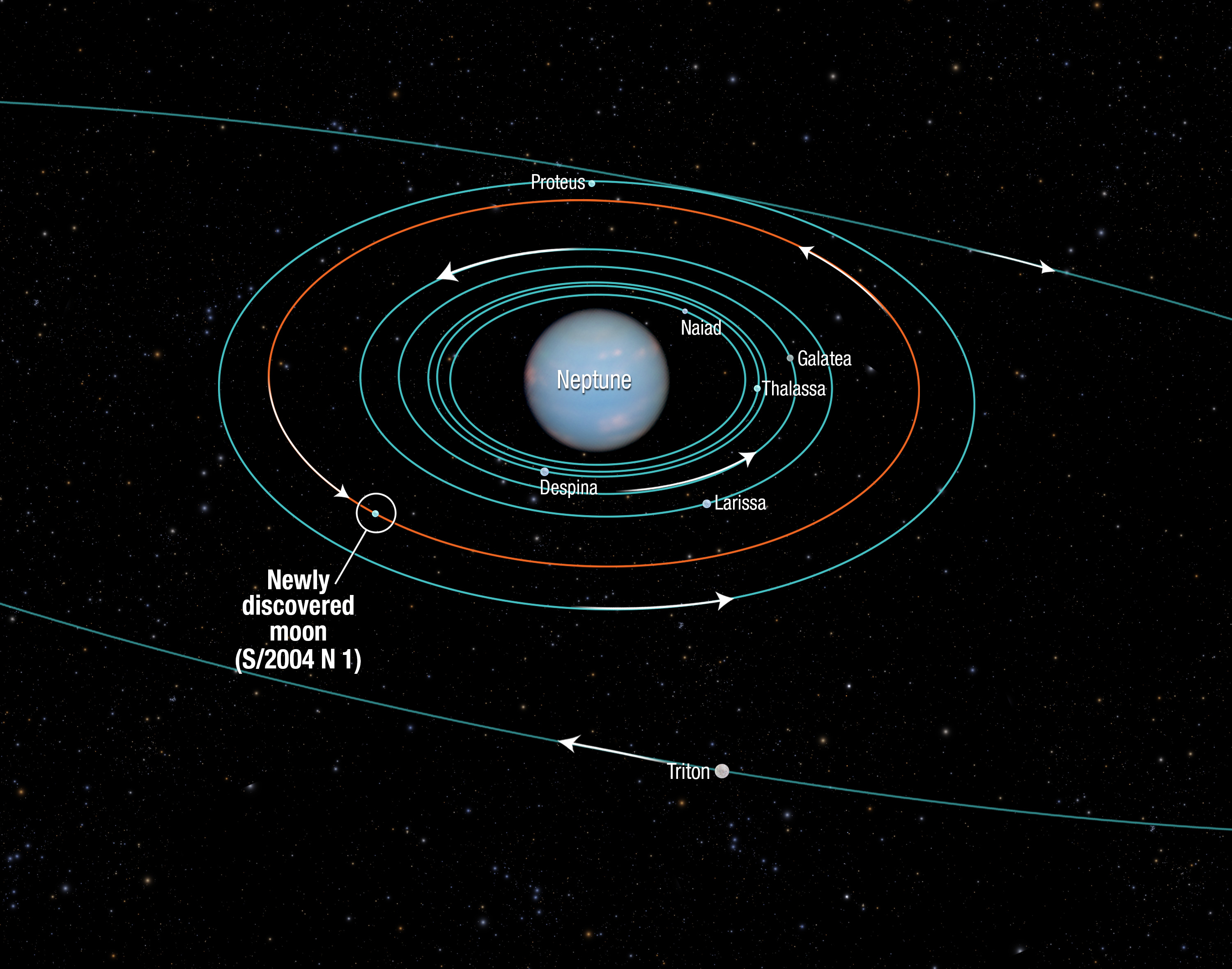
De manen van Neptunus en hun banen. De baan van Hippocampus is weergegeven in rood.

Hippocampus is een maan van Neptunus. De maan is ongeveer 35 kilometer in doorsnede en draait om Neptunus in 0,9362 dagen. De baan van Hippocampus bevindt zich tussen de banen van Larissa en Proteus. De maan werd in 2013 ontdekt door Mark Robert Showalter, een onderzoeker aan de SETI Institute. Hij gebruikte hiervoor 150 foto's van het Neptunus-systeem die in de periode van 2004 t/m 2009 door de ruimtetelescoop Hubble zijn genomen. Net als de andere manen van Neptunus is Hippocampus vernoemd naar een Griekse watergod, daarvoor had dit maantje de tijdelijke naam S/2004 N 1.
Triton · Naiad · Thalassa  · Despina · Nereïde · Galatea · Larissa · Proteus · Halimede · Sao · Hippocampus · Laomedeia · Psamathe · Neso